# Gaetano Errico

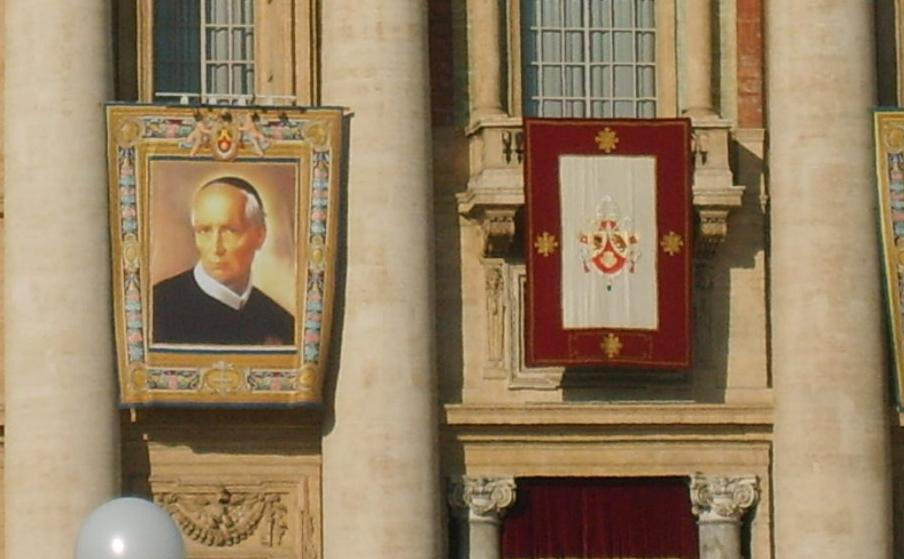
Hl. Gaetano Errico, Banner an der Fassade des Petersdomes am Tag seiner Heiligsprechung

Gaetano Errico MSSCC (* 19. Oktober 1791 in Secondigliano; † 29. Oktober 1860 ebenda) war ein italienischer römisch-katholischer Priester und Ordensgründer. Er ist Gründer der Kongregation der Missionare von den Heiligsten Herzen Jesu und Mariens (it.: Missionari dei Sacri Cuori di Gesù e Maria).

## Leben
Errico wurde als drittes von zehn Kindern des Pasquale Errico und der Marie Marseglia in Secondigliano, einem Vorort Neapels, geboren. Sein Vater war Leiter einer kleinen Nudelfabrik, seine Mutter arbeitete als Weberin. Von Januar 1808 an besuchte er das Priesterseminar der Erzdiözese Neapel und wurde am 23. September 1815 in der Kathedrale von Neapel zum Priester geweiht. In den folgenden Jahren war er als Lehrer tätig.
Nach eigener Aussage erschien ihm 1818 während des Gebets Alfons von Liguori, der Gründer der Redemptoristen, und trug ihm auf, eine Kirche zu bauen und eine neue Kongregation zu gründen. Zwischen 1828 und 1830 entstand in seinem Heimatort Secondigliano eine der Schmerzensreichen Mutter gewidmete Kirche. Bei dem Gotteshaus entstand ein Pfarrhaus, die Heimstätte der neuen Kongregation werden sollte.
Nach einer weiteren Erscheinung im Jahr 1836 widmete er die Kongregation den Heiligsten Herzen Jesu und Mariä. Nach Bestätigung der Statuten am 14. März 1836 eröffnete er im Oktober des gleichen Jahres mit acht Novizen das Noviziat. Am 7. August 1846 erhielt er durch Papst Pius IX. die endgültige Anerkennung und wurde einstimmig zum Generalsuperior gewählt.
Errico starb am 29. Oktober 1860 im Alter von 69 Jahren.

## Seligsprechung und Heiligsprechung
Gaetano Errico wurde am 14. April 2002 durch Papst Johannes Paul II. selig- und am 12. Oktober 2008 durch Benedikt XVI. heiliggesprochen. Sein liturgischer Gedenktag ist der 29. Oktober.